# 石川県立小松北高等学校
石川県立小松北高等学校（いしかわけんりつ こまつきたこうとうがっこう、英: Ishikawa Prefectural Komatsu Kita High School）は、石川県小松市島田町にある公立の3部制定時制高等学校。通称は「北高（きたこう）」。

## 設置学科
- 普通科（昼間制・午前、昼間制・午後、夜間制）

## 概要
昼間定時制（午前部・午後部）と夜間定時制を行っている。校地は工業団地の中にあり、また全日制普通科の石川県立小松明峰高等学校とも近い。

## 沿革

### 経緯
前身となる石川県立小松高等学校は戦後の学制改革とその後の高等学校の統廃合により1949年（昭和24年）に一時的に石川県立小松実業高等学校となり定時制部を併置する。その後、同校は隣接する能美郡寺井町内に1963年（昭和38年）に全日制と定時制を置いた「寺井分校」を、翌1964年（昭和39年）には同郡辰口町と根上町に昼間定時制の「辰口分校」「根上分校」を設置したが、直後の1965年（昭和40年）に小松高校本校の定時制部と3分校を分離独立し、石川県立寺井高等学校が発足する。寺井高校の定時制部をさらに分離し1972年（昭和47年）に設立されたのが「小松北高校」である。

### 年表
- 1948年（昭和23年）10月 - 石川県立小松実業高等学校に定時制課程新設。
- 1952年（昭和27年）4月 - 石川県立小松城南高等学校（定時制課程）新設。
- 1969年（昭和44年） - 専攻科を設置[1]
- 1970年（昭和45年）4月 - 専攻科を廃止。後継校として石川県立小松女子専門学校が開校[1]
- 1972年（昭和47年）4月 - 石川県立寺井高等学校の定時制課程を統合して石川県立小松北高等学校と改称し、小松市平面町に設置。
- 1977年（昭和52年）4月 - この年度の新入生から夜間制・普通科、昼間制・普通科となる。
- 1980年（昭和55年）5月 - 小松市島田町に新校舎新築移転、落成式挙行。
- 1994年（平成6年）4月 - 昼間制が午前部のみの一部制となる。
- 2000年（平成12年）4月 - 単位制、2学期制を実施。
- 2008年（平成20年）4月 - 昼間制が午前部・午後部の二部制となる。
- 2009年（平成21年）4月 - 新棟（南校舎）に移転。
- 2014年（平成26年）1月 - 管理教室棟防音復旧、耐震補強工事完成。

## 教育方針
1. 能力・個性を伸ばし、意欲的に学ぶ人間の育成
2. 広い視野と社会性に満ちた人間の育成
3. 自らの生き方を見つめ、自立できる人間の育成校歌

## 部活動
- 運動部 - 軟式野球、陸上競技、バドミントン（男・女）、卓球（男・女）、バスケットボール（男）※現在休部中、バレーボール（女）※現在休部中
- 文化部 - 茶道、商業、軽音楽、家庭

## 校歌
作詞：森山啓、作曲：山下成太郎

## 所在地
〒923-8531 石川県小松市島田町イ85-1

## アクセス
- IRいしかわ鉄道線明峰駅より徒歩7分
- バイク・自動車通学：届出制